# Port Hills
Pour les articles homonymes, voir Port Hills (homonymie).
Les Port Hills sont une chaîne de collines dans le Canterbury, en Nouvelle-Zélande ainsi nommées parce qu'elles se trouvent entre la ville de Christchurch et son port de Lyttelton. Elles sont les restes du volcan Lyttelton, qui était en activité il y a des millions d'années.

## Géographie

### Topographie
Les Port Hills sont une particularité importante du paysage du centre du Canterbury, en étant visibles à plusieurs kilomètres au nord et à l'ouest.
La crête des Port Hills varie légèrement en hauteur, étant à son point le plus bas à l'extrémité est. Deux routes traversent les Port Hills depuis Christchurch. Le col Dyers (330 m), presque situé au sud du centre de Christchurch est le plus élevé des deux passages. Le col Evans (200 m), qui est près de l'extrémité est des Port Hills, connectait Sumner et Lyttelton, mais est fermé depuis le tremblement de terre de 2011 à Christchurch.
Entre le col Evans et le col Dyers se trouvent plusieurs sommets, dont le Sugarloaf (494 m), reconnaissable par la tour de transmission de télévision à son sommet, le mont Cavendish (448 m et le mont Pleasant (499 m), le plus haut sommet de l'arc nord des Port Hills. À l'ouest du col Dyers, la chaîne de collines décrit une courbe vers le sud et augmente en altitude, s'élevant à 573 m au Coopers Knob. Près du Coopers Knob se trouve le col Gebbies (160 m). Les collines situées au sud et à l'est du col Gebbies sont considérées comme une partie de la péninsule de Banks plutôt que des Port Hills.

### Géologie
Le volcan Lyttleton est l'un des deux à partir de laquelle la péninsule de Banks a été formée il y a plus de 12 millions d'années. Les Port Hills sont le résultat de l'érosion du cratère durant 8 millions d'années.

### Faune et flore
Malgré la déforestation et l'élimination du bush autochtone qui eurent lieu au début de la colonisation, une faune et une flore diversifiées peuplent les Port Hills. Parmi les oiseaux indigènes présents dans les buissons se trouvent des méliphages carillonneurs (korimako ou koparara), des rhipidures, des zostérops à dos gris, des gérygones de Nouvelle-Zélande et des coucous éclatants. Alors que le kereru, souvent vu dans la région, est originaire de Nouvelle-Zélande d'autres, comme le merle noir, le pinson des arbres et la grive musicienne sont introduites et presque invasives. De même qu'un grand nombre d'espèces d'insectes, gecko et scinques sont fréquemment trouvés.
Des espèces végétales indigènes, telles que les hebe peuplent les crevasses, ainsi que de rares fougères. Les coteaux les plus exposés sont couverts de tussack et d'autres herbes indigènes malgré la proximité de la ville.
La forêt de podocarpacées contient des arbres vieux de 500 à 600 ans comme des matai, des totara et des kahikatea, de même que des espèces fruitières et à fleurs comme des kowhai, des mahoe, des cordylines, des kanak et des fuchsias,.

## Histoire

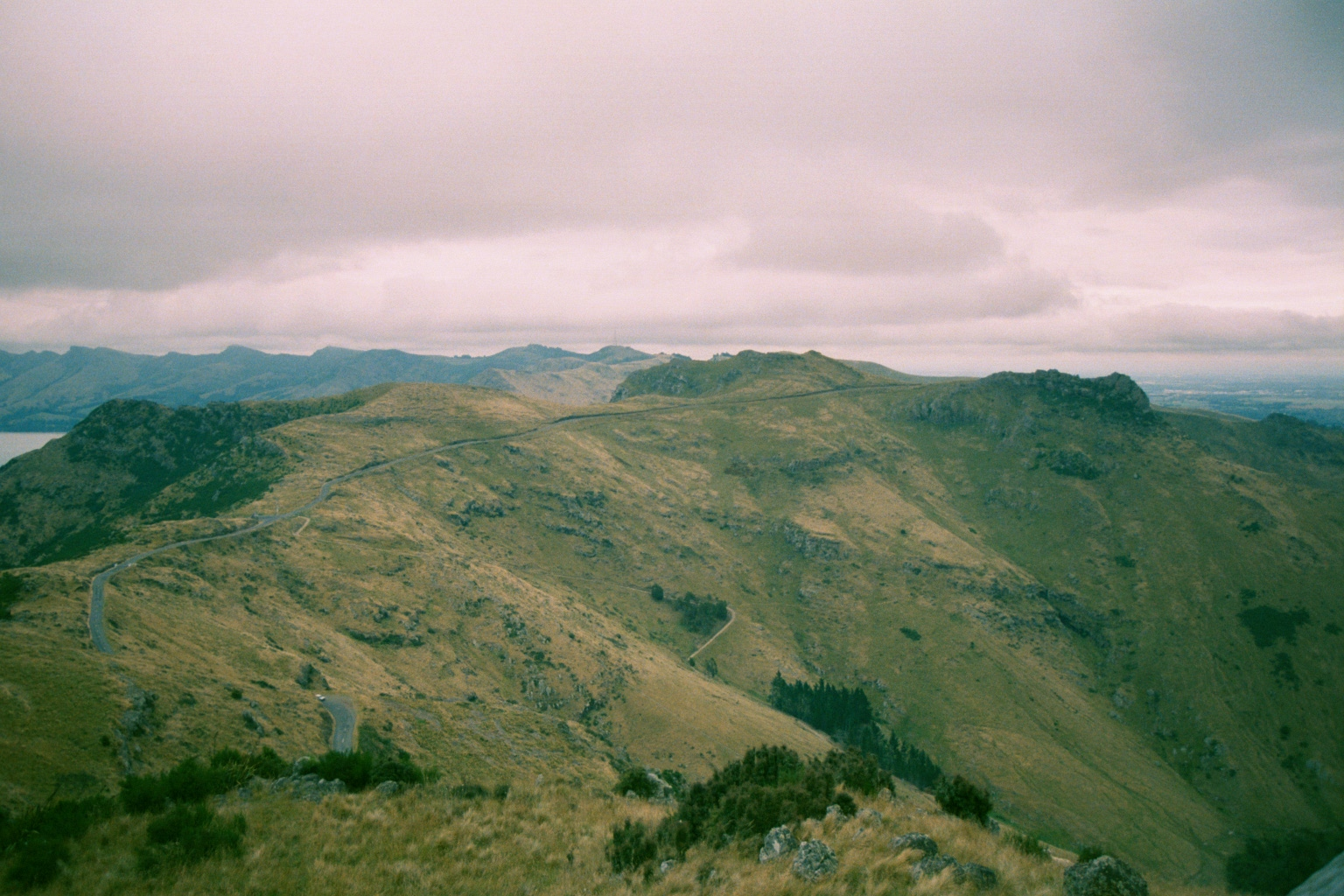
Une partie des Port Hills parcourue par la route sommitale.

La région fut d'abord peuplée par des Maoris au cours du XIVe siècle. Pendant le début de la colonisation Européenne, près de 500 ans plus tard, les Port Hills ont constitué une barrière à l'urbanisation de Christchurch, leur inclinaison et leur rugosité rendant l'accès extrêmement difficile. Pendant de nombreuses années, la majorité des colons utilisèrent l'escarpé Bride Path pour le transport des biens et des personnes vers les plaines de l'autre côté. Aujourd'hui, le tunnel routier Lyttelton (ouvert en 1964) et un tunnel ferroviaire (ouvert en 1867) relient le port et la banlieue de la ville, et trois itinéraires routiers traversant la chaîne sont reliés par la route sommitale,.
En février 2017, les feux de brousse dans les Port Hills brûlèrent pendant des jours, détruisant plus de 1 600 ha de végétation et plusieurs maisons.

## Activités
Plusieurs banlieues de Christchurch s'étendent sur les pentes nord des Port Hills. D'autres parties des collines sont utilisées pour l'agriculture et la sylviculture, ou sont protégées afin de permettre des activités de loisirs et à des fins de conservation, à la suite d'une initiative du conseiller de Christchurch Harry Ell au tournant du XXe siècle,. En 1948, la Summit Road Society a été formée afin de poursuivre le développement et l'entretien des réserves.
Les collines sont une importante zone de loisirs pour les résidents de Christchurch, avec plusieurs parcs et réserves, y compris des pistes de vélo de montagne et de randonnée. Une télécabine au sommet du mont Cavendish a été ouverte en 1992, offrant un accès pratique au sommet et une attraction touristique majeure pour la région de Canterbury.

Vue panoramique des Port Hills.